# Список умерших в 871 году

## Март
- 22 марта — Хемунд, епископ Шерборна (867/868—871).

## Август
- 1 августа — Эд I, граф Шатодёна (846—871), граф Анжу и Блуа (846—852), граф Труа (852—858 и 867—871), граф Варе (859—870), граф Макона и Дижона (863—871), граф Портуа (867—870), граф Отёна (867—871)[1].

## Дата смерти неизвестна или требует уточнения
- Айлиль мак Дунлайнге, король Лейнстера (869—871)[2].
- Гугон ап Мейриг, король Сейсиллуга (до 871).
- Ибн Абду-ль-Хакам, египетский и мусульманский историк, автор «Завоевания Египта, ал-Магриба и ал-Андалуса»[3].
- Ар-Рияши, арабский языковед и грамматист басрийской школы, хадисовед.
- Соломон I, епископ Констанца (838/839—871)[4].
- Эдвольд, святой.
- Этельред I, король Уэссекса (865—871)[5].